# Vulpeni
Vulpeni is een Roemeense gemeente in het district Olt.
Vulpeni telt 2636 inwoners.